# Anomalospiza imberbis
Viúva-tecelão ou tecelão-parasita (Anomalospiza imberbis) é uma espécie de ave da família Viduidae.
Pode ser encontrada nos seguintes países: Angola, Benim, Botswana, Camarões, República do Congo, República Democrática do Congo, Costa do Marfim, Etiópia, Gâmbia, Gana, Guiné, Quénia, Malawi, Mali, Moçambique, Namíbia, Nigéria, Ruanda, Serra Leoa, África do Sul, Sudão, Essuatíni, Tanzânia, Togo, Uganda, Zâmbia e Zimbabwe.